# Melanie Huml
Melanie Huml, née Beck le 9 septembre 1975 à Bamberg, est une médecin et femme politique allemande membre de l'Union chrétienne-sociale en Bavière (CSU).
De 2021 à 2023, elle est ministre des Affaires européennes et internationales de Bavière.

## Biographie

### Jeunesse et formation
Elle adhère à la Junge Union (JU) à l'âge de 16 ans, en 1991. Quatre ans plus tard, elle passe avec succès son baccalauréat à Bamberg. Elle entreprend alors des études supérieures de médecine à l'université Friedrich-Alexander d'Erlangen-Nuremberg.

### Débuts rapides en politique
Elle rejoint l'Union chrétienne-sociale et la Frauen Union (FU) en 2001. En parallèle, elle est élue présidente de la JU de l'arrondissement de Bamberg et vice-présidente dans le district de Haute-Franconie. En 2002, elle part en Suisse pour effectuer ses deux ans d'internat en médecine mais se fait élire à l'assemblée d'arrondissement.
Lors des élections législatives régionales de 2003, elle est élue à 28 ans députée au Landtag de Bavière au scrutin de liste en Haute-Franconie. Elle devient en outre membre de la commission régionale de la Junge Union et du comité directeur de la fédération de district de l'Union chrétienne-sociale.

### Ascension
Elle achève son cursus universitaire en 2004 et obtient alors le titre de docteur en médecine. Elle quitte cette même année ses fonctions à la JU de district. En 2005, elle démissionne de son mandat d'élue locale et se trouve élue au comité directeur de la CSU.
Elle renonce à présider de la JU de son arrondissement en 2007 et se trouve réélue pour deux ans vice-présidente de la Junge Union du district. Elle est nommée le 16 octobre suivant, à 32 ans, secrétaire d'État du ministère du Travail et de l'Ordre social, de la Famille et des Femmes alors dirigé par Christa Stewens, également vice-ministre-présidente.
Elle est élue au conseil municipal de Bamberg lors des élections locales de 2008. Au cours des élections législatives régionales du 28 septembre suivant, elle se fait élire dans la circonscription de Bamberg-Stadt.

### Ministre
Elle est de nouveau désignée secrétaire d'État, mais au ministère de l'Environnement et de la Santé. Choisie comme vice-présidente de la CSU de Haute-Franconie en 2009, elle entre également au comité directeur de la FU de Bavière (FU Bayern). Elle sort en 2011 de la commission de la JU Bayern et intègre en parallèle le présidium de l'Union chrétienne-sociale.
Le 10 octobre 2013, Melanie Huml est nommée à 38 ans ministre de la Santé et des Soins dans le second cabinet majoritaire du ministre-président chrétien-démocrate Horst Seehofer. Elle rejoint en 2015 le comité directeur du groupe des employés chrétiens-sociaux (CSA).

### Vie privée
Elle est mariée depuis 2005. Le couple a eu deux fils. Elle est de confession catholique romaine.